# Eutelsat 4A
Eutelsat 4A war ein  Kommunikationssatellit der European Telecommunications Satellite Organization (Eutelsat) mit Sitz in Paris.
Der Satellit wurde als Eutelsat W1 am 6. September 2000 an Bord einer Ariane-4-Rakete vom Centre Spatial Guyanais, dem Weltraumbahnhof in Kourou, Französisch-Guayana, ins All befördert. Im Juni 2009 wurde der Satellit von der 10° Ost nach 4° Ost verschoben, womit auch der Name in Eurobird 4A geändert wurde. Am 1. März 2012 hat Eutelsat die Namen seiner Satelliten rund um den Markennamen vereinheitlicht, seither hat er die Bezeichnung Eutelsat 4A.
Im Februar 2012 wurde Eutelsat 4A außer Betrieb genommen und in einer Friedhofsorbit versetzt.
Eutelsat 4A diente, neben der Übertragung von Radio- und TV-Programmen, auch der Bereitstellung von Kapazitäten für Telekommunikations- und Multimediadiensten.

## Empfang
Der Satellit konnte in Europa, Afrika, dem Nahen Osten sowie Teilen Asiens und Russlands empfangen werden.
Die Übertragung erfolgte im Ku-Band.